# Рибарска индустрија у Русији
Обала Руске Федерације је четврта по дужини на свету после обала Канаде, Гренланда и Индонезије. Руска рибарска индустрија има ексклузивну економску зону (ЕЕЗ) од 7,6 милиона км² укључујући приступ дванаест мора у три океана, заједно са Каспијским језером и више од два милиона река.
Према ФАО, 2005. године руска рибарска индустрија је уловила 3.190.946 тона рибе из дивљег рибарства и још 114.752 тоне из аквакултуре. Ово је учинило Русију деветим водећим произвођачем рибе, са 2,3 одсто укупног светског учешћа.

## Менаџмент
Управљање рибарством је регулисано руским савезним законима. Савезни закон „О рибарству и заштити водених биолошких ресурса“ из децембра 2004. године (у даљем тексту Закон о рибарству) дели рибарство у три главне категорије: индустријско, рекреативно и самостално рибарство аутохтоних група. Индустријско рибарство обухвата приобално рибарство. Ова дефиниција је оспорена и у току је ревизија.
Закон о рибарству захтева да се за рибље залихе утврде нивои укупног дозвољеног улова (ТАЦ). Он дефинише ове нивое као „научно оправдан годишњи улов водених биолошких ресурса одређених врста у риболовном подручју“. Међутим, Закон о рибарству затим даље наводи да индустријско рибарство није обавезно да заснива свој улов на ТАЦ-у. Закон то не објашњава даље, али позива савезну владу да изда посебан статут о ТАЦ-у. Пацифички лосос је главна стока која вероватно неће имати ТАЦ, али ће уместо тога имати регулисан риболовни напор.
Закон о рибарству такође даје дефиницију подручја риболовне јединице и поставља општа начела за њихово коришћење. Састављање спискова подручја рибарских јединица поверено је регионалним властима. Закон о рибарству има недостатке и његову примену критикују парламентарци и заинтересоване стране. Може се очекивати да ће у наредним годинама руски законодавци размотрити најмање два нова савезна закона, „О приобалном рибарству” и „О аквакултури”.
Осим подешавања ТАЦ-а, рибарство је регулисано и такозваним Риболовним правилима (Правила риболовства). Ова правила се постављају засебно за различите географске регионе.
Правила риболова одређују сезонска затварања, затворене области, ограничења за специфичне алате као што су ограничење величине ока, минималне величине улова и ограничени нивои дозвољеног прилова. Управљање рибарством се мењало још од совјетских времена, а могуће су даље промене.
Влада је лоше управљала рибарством, уз честа реструктурирања институција одговорних за управљање и контролу рибарства. Почевши од 1992. године, управа за рибарство је реорганизована најмање пет пута. Начелник Управе за рибарство смењен је седам пута, а ниједан од њих није био професионалац у рибарству. Питања која се односе на регулисање риболовних капацитета никада нису била стварно препозната. Међутим, сада почињу да се развијају доследне политике рибарства.
Екстремна бирократија укључена у то да рибарски брод изврши пристаниште и искрца рибу доводи до тога да се обална обрада заобиђе. Уместо тога, морски плодови се само директно извозе, непрерађени. Слично томе, постоје многе бирократске потешкоће у развоју аквакултуре. Добијање дозволе за коришћење воде и неопходних санитарних сертификата је дуготрајно, иако гарантује еколошку и здравствену безбедност. Бродови изграђени, купљени или сервисирани изван Евроазијске економске уније суочавају се са значајним ограничењима у искрцавању улова уловљених у руској ЕЕЗ, а од 2022. неће им бити додељене риболовне квоте у руским водама.

### Занатски
У Русији не постоји законски усвојен термин за занатски риболов. Занатски или самостални риболов се обично односи на риболов углавном традиционалном опремом, са производњом која се испоручује на тржиште, али се такође користи за издржавање. У Русији, појам такође обухвата неколико врста рибарства класификованих као индустријски, као што су лосос, југ, сига, навага, иверка и зелени риболов на Балтичком, Арктичком и Далекоисточним морима. Риболов за потребе аутохтоних група је такође проблем. Аутохтони рибари углавном раде на ушћима, лагунама и рекама (за анадромне рибе). Законски, они су обавезни да користе свој улов само за локалну потрошњу. Није им дозвољено да продају свој улов, али у стварности то није увек тако.
У Русији, сиромаштво доприноси криволову и другим претњама за рибље ресурсе. Сиромаштво може оставити људе зависним од природних ресурса да се прехране. Можда постоји мало уочених подстицаја за заштиту риба и других водених животиња и њихово коришћење на одржив начин. Недостатак свести и недостатак учешћа јавности у управљању локалним ресурсима може довести до криволова, прекомерног излова и других врста нелегалних активности. Криволов од стране приватних лица храни индустријски ИУУ улов и ствара зачарани круг.
Друштвени утицаји традиционалног рибарства ретко су анализирани. Годишњи циклус риболова и даље доминира животом у традиционалним рибарским селима Поморја, разасутим око обале Белог мора. Риболов је на сличан начин утицао на стил живота многих староседелачких група, као што су насељеници око обале Пацифика, северно од Сибира и око великих језера. Крајем шездесетих година 20. века донете су административне одлуке да се многа приморска села напусте и људи преселе у већа насеља. Ово је пореметило традиционалне начине и повезано је са злоупотребом алкохола и повећаним сиромаштвом. Сада се споро креће ка оживљавању културних традиција. Да би успели, такође мора доћи до поновног успостављања одрживог рибарства које је омогућило таквим рибарским заједницама да цветају.

### Рекреативно
Рекреативни риболов се дешава свуда у Русији. Правила о риболову не разликују рекреативни риболов од занатског риболова, тако да су оба регулисана истим правилима. У неким крајевима расте туристички риболов.
1999. године, рекреативни и самостални риболовци узели су 4.300 тона, углавном смуђева и ципринида. Касније процене нису доступне. Најзначајнији рекреативни риболов по вредности је риболов атлантског лососа на полуострву Кола.

### Комерцијално
Русија има три главна комерцијална рибарства: 
- морско рибарство – укључујући брактичну воду и анадромне врсте и рибарство у естуарију
- унутрашњег рибарства
- аквакултуре

| Улов по категоријама риболова, 2005. | Улов по категоријама риболова, 2005. | Улов по категоријама риболова, 2005. | Улов по категоријама риболова, 2005. | Улов по категоријама риболова, 2005.                                                                                           |
| Категорија                           | Риболовна зона                       | Улов </br> тона                      | Проценат                             | Коментар |
| ------------------------------------ | ------------------------------------ | ------------------------------------ | ------------------------------------ | --- |
| маринац                              | Цоастал ЕЕЗ                          |                                      | 69                                   | |
| маринац                              | Фореигн ЕЕЗ                          |                                      | 14.5                                 | Пријављени улов у ИЕЗ страних држава је стабилан.                                                                              |
| маринац                              | Пучина                               |                                      | 10                                   | Улов на отвореном мору се повећао 2000-их.                                                                                     |
| Унутрашњост                          |                                      | 72.000                               | 2.7                                  | Рибарство у унутрашњости има свуда у речним сливовима и слатководним тијелима, али улов чини само врло мали дио укупног улова. |
| Аквакултура                          |                                      |                                      | 3.6                                  | Производња аквакултуре (углавном слатководне) је релативно мала у поређењу са рибарством, али расте.                           |

## Дивље рибарство

### ЕЕЗ
Руско морско рибарство заснива се на дванаест мора из три океана који окружују Русију, Каспијском мору без излаза на море и отвореном мору изван руске ексклузивне економске зоне (ЕЕЗ).
Три океана су:
- Атлантик : са Азовским морем, Црним морем, Балтиком, Баренцовим морем и Белим морем
- Арктички океан : са Карским морем, Лаптевским морем, Источносибирским морем и Чучким морем
- Пацифик : са Беринговим морем, Охотским морем и Јапанским морем.

Морски улов у територијалним морима Русије, унутрашњим морским водама и ИЕЗ-у обезбедио је до 75 процената укупног пријављеног улова за 1996–2005.
| Руска ЕЕЗ      |                |
|                | Површина км 2  |
| Азија          | 6,382,530 km 2 |
| Балтик         | 24,549         |
| Баренцово море | 1,159,594      |
| Укупна ЕЕЗ     | 7,566,673      |

### Ухвати профил
Званично забележена годишња вредност рибарства је око 5 милијарди америчких долара, што је еквивалентно 0,3 процента БДП-а. Сектор рибарства је последњих година био стабилан у апсолутном износу, тако да се његов удео у БДП-у смањивао како се општа економија ширила.
| Подаци о рибарству у тонама        |            |         |           |              |                     |
| 2003                               | Производња | Увоз    | Извоз     | Залихе хране | По глави становника |
| Риба за директну људску исхрану    | 3,389,932  | 815,155 | 1,374,894 | 2,481,542    | 17.3 kg             |
| Риба за сточну храну и друге сврхе | 348,652    | —       | —         | —            |                     |

Због све мањег улова и растућег извоза на тржишта источне Азије, руско рибарство не може да задовољи тренутну домаћу потражњу за морским плодовима. Тржишта источне Азије су привлачнија за рибарска предузећа од домаћег тржишта. Као последица тога, постоји све већи увоз за богате у великим градовима, са повећањем егзистенције и рекреативног риболова са припадајућим ИУУ уловом.

### Унутрашње рибарство
Највећа унутрашња вода је Каспијско море без излаза на море. Највећа језера су Бајкал (31.700 km 2 ), Ладога (19.100 km 2 ) и Оњега (9.700 km 2 ). Русија има више од 2 милиона река, од којих су највеће по реду Северна Двина, Печора, Дњепар, Волга, Об, Дон, Јенисеј, Лена, Колима, Индигирка и Амур.  Најважније подручје за риболов у унутрашњости је слив реке Об'-Иртиш (око 27 процената). Шездесет врста је ухваћено у унутрашњем рибарству Русије. Што се тиче запремине, најважније су сиге (Цорегонидае), циприниди, смуђеви и смуђеви. Постављене мреже су најчешћа опрема која се користи у комерцијалном риболову на унутрашњим водама. Сеине се такође користе на великим рекама и језерима, а мале коче на великим језерима. У 2005. години званични улов у унутрашњим водама био је 72.000 тона.
У прошлости, јесетра је била важан улов у басену Азовског мора и Каспијског мора, као и у рекама Сибира и реке Амур. Тренутно, залихе јесетри су јако исцрпљене и под сталним притиском криволова. Унутарње рибарство је регулисано Законом о рибарству о коме је било речи. Међутим, неколико одредби се посебно односи на рибарство у унутрашњости, иако постоје посебни прописи за исте сливове и речне системе. Ови прописи одређују затворена подручја, сезонска затварања, ограничења опреме, минималне величине ока и минималну величину улова.

### Рибарска флота
Према Руском државном морском регистру, 2002. године рибарска флота на мору је садржала око 2.500 рибарских пловила, 366 транспортних пловила и 46 фабричких бродова. Од рибарских пловила, 17 одсто је било дуже од 64 m ( о/а ), половина између 34 и 64 m, а једна трећина између 24 и 34 m. Мањи чамци су регистровани код Државне инспекције мале флоте. У 2005. години, поморска флота мале величине је садржавала 2.491 чамац, а унутрашња флота је садржавала 5.500 моторних чамаца.
Кориштени риболовни алати су:
- Средњеводне повлачне мреже – користе се за прераду коћара и замрзавање црвеног окуна и коча са Аљаске .
- Приднене коче – ограничена употреба за средње и велике кочаре, за приднене рибе као што су морска палица, бакалар, риђ, иверак .
- Коче за шкампе – користе их специјализоване коче за шкампе
- Доње мреже – користе се за мала и средња пловила за иверак, бакалар и морску палицу
- Приднене пливарице – користе се малим пловилима за иверак, бакалар, морску палицу и друге приднене рибе.
- Лебдеће мреже – користе се на пловилима средње величине, углавном за лососа.
- Приднени парангали – користе се за морску лову, бакалар и црвеног окуна.
- Замке и лонци – користе се за мала и средња пловила за шкампе, ракове и козице,
- Мреже за пливарице и фунте – за харинге и белу рибу
- Багери – управљани из малих пловила за шкољке .
- Мали чамци – користе се са јаретима лососа (замке за корпе), и за рониоце који беру капице, морске јежеве, алге и морске краставце.

Важно питање је старост руске рибарске флоте. Око две трећине рибарских пловила није у складу са безбедносним нормама. У поређењу са 1990. годином, до 2000. године капитална улагања у индустрију смањена су за тридесет процената, а број стручњака квалификованих за риболов, навигацију и прерађивачке технологије смањен је за 30 до 40 процената. Риболов бакалара у Баренцовом мору је пример доминације старијих и неефикасних пловила. Између 2002. и 2005. године, четрдесет посто напора у придненом риболову било је од стране старијих коча за замрзавање, које су произвеле само двадесет пет посто званичног улова. Односно, били су 1,5 пута мање ефикасни од осталих пловила у флоти. Еквивалентне модерне коче су три до четири пута ефикасније. Ниска ефикасност ових старијих пловила такође имплицира њихову умешаност у ИУУ улов.

### Пад акција
Према ФАО-у, важне залихе су се смањиле као резултат:
- природна колебања: пацифичка сардела
- комбинација природних флуктуација и прекомерног излова : атлантске и пацифичке харинге, аљаске пола, капелина у Баренцовом мору
- прекомерни излов и наставак ИУУ : јесетра, атлантски лосос, црвени краб, морски краставац
- комбинација загађења мора и прекомерног излова: бела риба и атлантски лосос у сливу Печоре, бела риба и јесетра у сливу Об, већина залиха у басену Амур
- трансформација екосистема услед уношења инвазивних врста : папалина у Црном и Каспијском мору.

Отежавајући фактори окружују потражњу за морским плодовима са тржишта источне Азије, који подстичу комерцијалне рибаре да исцрпе залихе у руској ЕЕЗ. Руски илегални извозници имају добро подмазане везе са увозницима у Јапану, Кини и Јужној Кореји. Криминалне групе и корупција повећавају ефекат, јер су мале удаљености потребне за транспорт морских плодова са јужних Курила и јужног Сахалина до Јапана. Огроман развој прераде рибе у Кини заснован на јефтиној радној снази подстиче извоз даље непрерађене рибе.

## Аквакултура
Преко шездесет врста риба, бескичмењака и морских алги се комерцијално узгаја у аквакултури или узгоју рибе у Русији.  Аквакултура се углавном заснива на бизону, амуру и толстолобу, калифорнијској пастрмци, капицама, шкољкама и ламинарији. У 2007. било је 300 предузећа за аквакултуру.
Аквакултура може бити слатководна или морска ( марикултура ):
- Слатководна аквакултура – јавља се северозападно од европске Русије где се узгаја много пастрмке, на Далеком истоку и јужно од Сибира. Производња од 2003. до 2006. била је око 100.000 тона.[14]
- Марикултура – јавља се углавном у Приморју на обали Јапанског мора. У 2006. години, морске фарме у Приморју покривале су 10.000 хектара, које производе 1.340 тона, углавном ламинарије, плаве шкољке и капице Мизухопецтен иессоенсис.[16]

Потенцијална развојна подручја за слатководну аквакултуру обухватају 960.000 хектара пољопривредних водних тијела, 143.000 хектара бара, плус друге области у великим језерима и акумулацијама погодним за узгој у кавезима. Национални пројекат развоја пољопривредног сектора (Федерална агенција за рибарство, 2006) поставио је циљ за 2020. годину од 1,4 милиона тона из слатководне аквакултуре и 400 хиљада тона из марикултуре. Савезна влада разматра субвенцију од две трећине кредита потребног за изградњу и модернизацију објеката аквакултуре.

## Истраживања
У Совјетском Савезу, Министарство рибарске индустрије управљало је бројним истраживачким институтима са фокусом на истраживање и развој на океанографију, биологију мора, управљање рибарством, процену риболовних ресурса, развој риболовне опреме и технологије за прераду рибе. Министарство је имало свој истраживачки брод који је вршио истраживања за совјетско рибарство на даљину.
У савременој Русији, истраживачким институтима, посебно одговорним за истраживања у науци о рибарству, координира ВНИРО, централни институт за рибарство у Москви. Године 2007. независни институти су постали подређени огранци ВНИРО-а са различитим научним фокусом. На пример, ГИПРОРИБФЛОТ из Санкт Петербурга ради у технологији рибарских пловила и преради рибе, док ВИЕРХ у Москви ради економска истраживања.

## Образовање
До 2007. године пет технолошких универзитета и четири професионалне школе у Русији обучавале су стручњаке за рибарство. Образовни програми обухватали су навигацију и поморско инжењерство, биологију рибарства, прераду рибе, машине за прераду, економију рибарства и аквакултуру.
Географски факултети Санкт Петербургског државног универзитета и Московског државног универзитета (МСУ), Биолошки факултет МСУ, Далекоисточни национални универзитет, Казањски државни универзитет и Пермски државни универзитет сматрају се најважнијим образовним објектима за рибарску индустрију. Сваке године дипломира око 120 стручњака за аквакултуру и бројни специјалисти за биологију рибе и океанографију рибарства.

## Индустрија
Рибарска индустрија је патила од распада Совјетског Савеза : жетва је драстично опала и тек је средином 1990-их почела да се опоравља. Разлози за пад годишње жетве укључују смањење залиха због агресивне совјетске риболовне праксе, промене у коришћењу риболовних подручја на отвореном мору, ниску ефикасност и проблеме у ланцу вредности на локалном тржишту, укључујући недостатак прописа и неисплативо кредитирање. Због слабе националне валуте, рибарске компаније су имале мали подстицај да се носе са баријерама на локалном тржишту и давале су приоритет извозу уз плаћање у западној валути.
Да би модернизовали застарелу совјетску рибарску флоту, многе приватне компаније су прихватиле уговоре о чартеру (ББЦ) са страним инвеститорима, уговоре о лизингу који су руске рибарске компаније закључавали у испоруку улова страним компанијама за управљање. Број ББЦ уговора се повећао од 1994. године. Одсуство мера трговинског протекционизма додатно је подстакло руске рибарске компаније да испоручују рибу директно страним купцима како на северозападу тако и на Далеком истоку, не пружајући руској влади никакву корист у погледу пореза или валуте. Домаћа понуда се смањила, што је довело до повећања цена, што је Русију учинило уносним тржиштем за стране компаније за рибарство. Од 1990-их до средине 2000-их, увоз рибе у Русију порастао је са 424 хиљаде тона на скоро милион тона, док је домаћа понуда смањена са 3,3 милиона тона на рекордно низак ниво од 2,5 милиона тона.
Руске власти су се 2000-их бавиле питањима смањења обима и вредности домаће производње морских плодова и растуће зависности од извоза морских плодова. Влада је 2003. године одобрила „Концепт развоја рибарске индустрије Руске Федерације до 2020. године“. Године 2009. уговори ББЦ-а су ефективно забрањени у руској ексклузивној економској зони. Доктрина о безбедности хране из 2010. поставила је циљеве у погледу независности хране и безбедности хране и дефинисала циљни удео извоза и увоза морске хране. Према документу, домаћи улов рибе у Русији треба да чини најмање 80% укупне потрошње морских плодова. Циљеви програма укључивали су обнову рибарске флоте и копнене прерађивачке индустрије увођењем риболовне квоте. У суштини, држава је издвојила 20% од укупног дозвољеног улова за компаније које су спремне да инвестирају у нова пловила која ће се градити у домаћим бродоградилиштима.
До 2019, Норебо (рус. Норебо), у власништву Виталија Орлова, био је највећи рибарски холдинг у Русији. Те године, његових 16 компанија имало је приход од 58,2 милијарде рубаља. Била је то једина рибарска компанија на Форбсовој листи највећих приватних компанија у Русији.
Других десет највећих рибарских компанија био је Хидрострој (рус. Гидрострой  ) у власништву члана Савета Федерације Александра Верховског и сарадника Романа Абрамовича ; СЗРК (рус. СЗРК, Северо-Западный рыболовный консорциум) власништво Генадија Миргородског и Дмитрија Озерског; компаније Игора Евтушока и Валерија Пономарјева; Руска рибарска компанија у власништву Глеба Франка ; Салмоника у власништву Никите Кожемјако; чете Максима Петрушина и Сергеја Попова; ФЕСТ Гроуп власништво Сергеја Пруткова; ФОР Гроуп власништво Иље Клебанова ; и НБАМР (рус. НБАМР) у власништву бившег гувернера Приморског краја Сергеја Михајловича Даркина.

### Извоз
Упркос томе што је један од кључних глобалних извозника рибе (конкретно, полака, бакалара и харинге ), Русија има значајну увозну зависност од лососа. Разлози укључују неразвијену аквакултуру, лагане извозне прописе и искривљену географију производње и потрошње: 85% лососа се лови на Далеком истоку, али се конзумира на другим местима, а продаја рибе у земљи значи бављење скупом и непредвидивом логистиком.

## Галерија
- Карта Русије
- Локација Баренцовог мора
- Мапа Баренцовог мора
- Локација Лаптевског мора
- Карта Лаптевског мора